# Спартак-Арена
«Спартак-Арена» — спортивний та футбольний стадіон у місті Житомирі, Україна. Збудований і відкритий 1923 року, реконструйований 2019 року.
У сезоні 2020/21 на стадіоні грала домашні матчі місцева команда «Полісся» (Житомир) у чемпіонаті України з футболу серед команд першої ліги.